# 昌九高速鐵路
昌九高速铁路，即京港高速铁路九江至南昌段，是一條连接江西省南昌市和九江市的高速铁路，是《中长期铁路网规划》（2016年版）中“八纵八横”高速铁路主通道之一“京港（台）通道”的重要组成部分。全线设有5个车站。

## 历史
2019年10月23日，新建铁路九江至南昌客运专线环境影响评价第一次公示。12月24日，昌九高速铁路建设动员大会在南昌举行。
2020年8月25日，江西省交通运输厅关于昌九客运专线工程修河特大桥跨修河、杨柳津河、共青特大桥跨博阳河航道通航条件影响评价给出审核意见。
2021年2月19日，中国国家铁路集团和江西省人民政府联合批复了昌九高铁可行性研究报告。8月11日，环境影响评价第二次公示。9月18日，环境影响评价全文公示。10月22日，江西省生态环境厅批复昌九客运专线环境影响报告书。
2022年4月，新建京港高速铁路九江至南昌段以及庐山南站、共青城东站站房及相关工程初步设计获中国国铁集团和江西省人民政府联合批复。9月16日，昌九高铁首个工点进地开工，工程开工建设。11月21日，昌九高铁开工建设动员大会在南昌举行，工程全面开工建设。
2023年5月26日，昌九高铁首座隧道贯通。10月24日，全线首榀箱梁成功架设。11月5日，直径14.8米的中国高铁隧道最大直径盾构机“英雄号”始发掘进。

## 车站及接驳路线
| 车站名称     | 英文名称          | 所在区域 | 所在区域 | 启用日期 | 接驳路线                                               | 接驳车站 |
| ------------ | ----------------- | -------- | -------- | -------- | ------------------------------------------------------ | -------- |
| 昌九客運專線 |                   |          |          |          |                                                        |          |
| 何家村線路所 | Hejiacun          | 南昌市   | 南昌县   |          |                                                        |          |
| 南昌东       | Nanchangdong      | 南昌市   | 青山湖区 | 規劃中   | 杭昌客运专线                                           |          |
| 昌北机场     | Changbei Airport  | 南昌市   | 新建区   | 規劃中   |                                                        |          |
| 共青城东     | Gongqingchengdong | 九江市   | 共青城市 | 規劃中   |                                                        |          |
| 庐山南       | Lushannan         | 九江市   | 庐山市   | 規劃中   |                                                        |          |
| 庐山         | Lushan            | 九江市   | 庐山市   | 1910年   | 京九線 武九線 昌九城際鐵路 武九客运专线 合安九客运专线 |          |